# فيضانات باب الواد 2001

صورة تبين آثار الدمار الذي أحدثته السيول في منطقة باب الواد بالعاصمة الجزائر

فيضانات باب الواد. هي فيضانات عارمة وسيول جارفة بعد أمطار غزيرة لم تنقطع أتت على الأخضر واليابس خرّبت وشردت عائلات بأكملها عام 2001 في بلدية باب الواد بالجزائر العاصمة ، خلّفت مئات الضحايا جرفتهم السيول نحو البحر، منهم من تم انتشال جثته ومنهم من بقي مفقودا إلى هذا اليوم. احبك امينة